# High-Value Detainee Interrogation Group
Pour les articles homonymes, voir HIG.
Le Groupe d'interrogatoire des détenus de haute valeur (HIG) est une entité formée de trois agences - FBI, Central Intelligence Agency (CIA) et Département de la Défense (DoD). 
Ce groupe a été formé en 2009, il réunit des professionnels du renseignement de la US Intelligence Community pour conduire des interrogatoires qui ont pour but de renforcer la sécurité nationale des États-Unis et qui sont conformes à la primauté du droit. Les cibles de haute valeur sont désignées par les agences de renseignement américaines et doivent être approuvées par le leadership approprié des partenaires (FBI, CIA et DoD).
Le directeur du HIG est un représentant du FBI assisté par deux adjoints, l'un du DoD et l'autre de la CIA. Les membres à temps plein du HIG sont assistés par des professionnels formés à temps partiel et formés au HIG par des agences américaines du renseignement.
Bien que le HIG soit administré par le FBI, il s'agit d'une organisation multi-agences dont la principale fonction est de collecter des renseignements et non l'application de la loi, et qui est supervisée par le Conseil national de sécurité, le ministère de la Justice et le Congrès. Cependant, les actions des équipes du HIG sont soigneusement documentées, les preuves sont conservées en cas de poursuites pénales, et ses membres sont prêts à témoigner en justice si nécessaire.